# Аазе
Аазе (нем. Aasee) — водохранилище на реке Мюнстерше-А в городе Мюнстер (Северный Рейн-Вестфалия, Германия).

## География

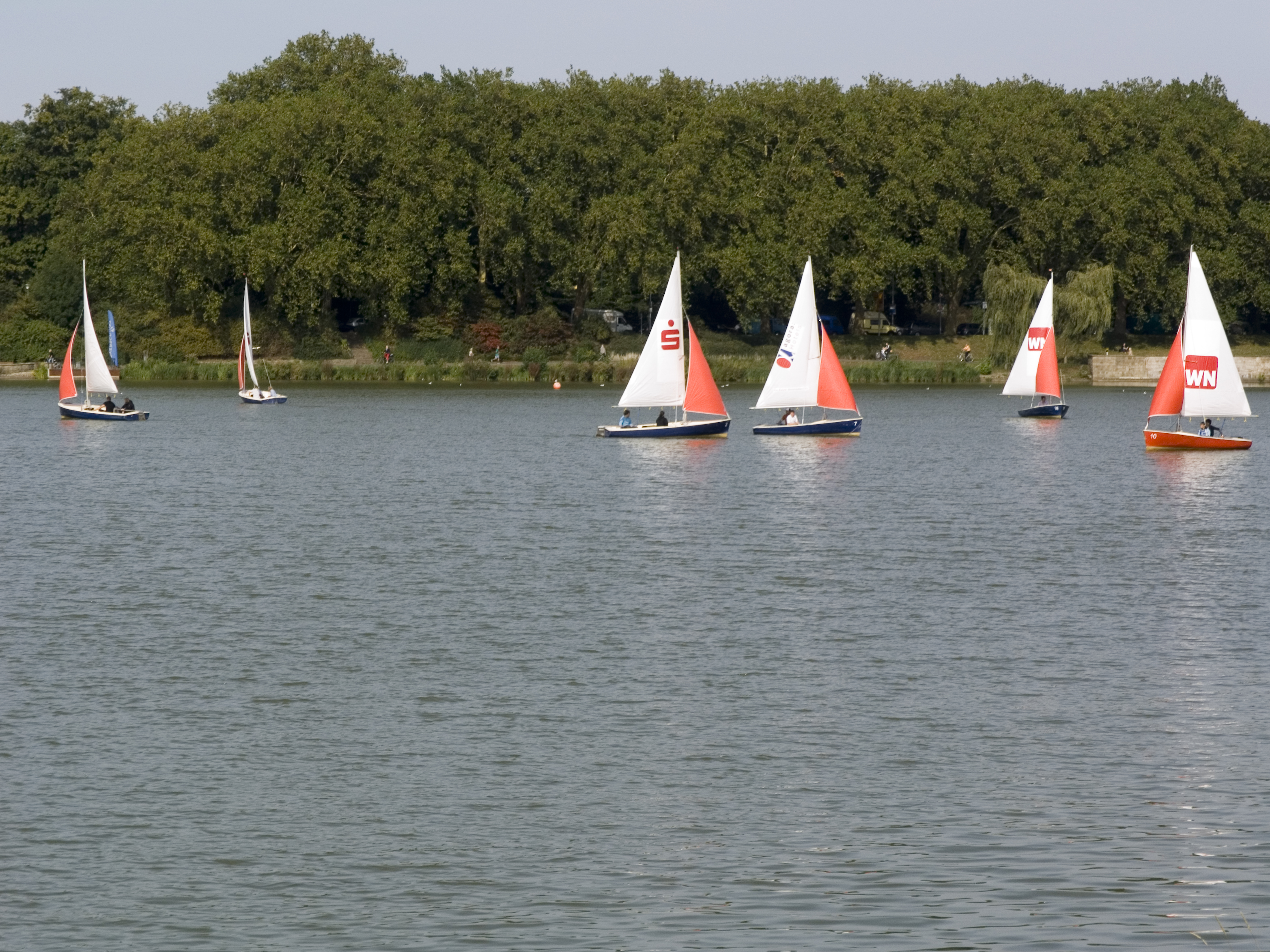
Яхты на Аазе

Водохранилище Аазе расположено в юго-западной части города Мюнстер. Имеет вытянутую с юго-запада на северо-восток форму. Имеет длину приблизительно 2,3 км, максимальная ширина составляет 240 м, площадь — 40,2 га. Максимальная глубина — 2 м.. Аазе является главной зоной отдыха города Мюнстер. Высота над уровнем моря — 54 м.
Водохранилище Аазе имеет важную экологическую функцию, защищая Мюнстер от наводнений и обеспечивая естественную вентиляцию центральной части города, так как охлаждает движущиеся с юго-запада массы воздуха, а именно это направление притока воздуха в город является превалирующим. В холодные зимы Аазе полностью замерзает.

## История

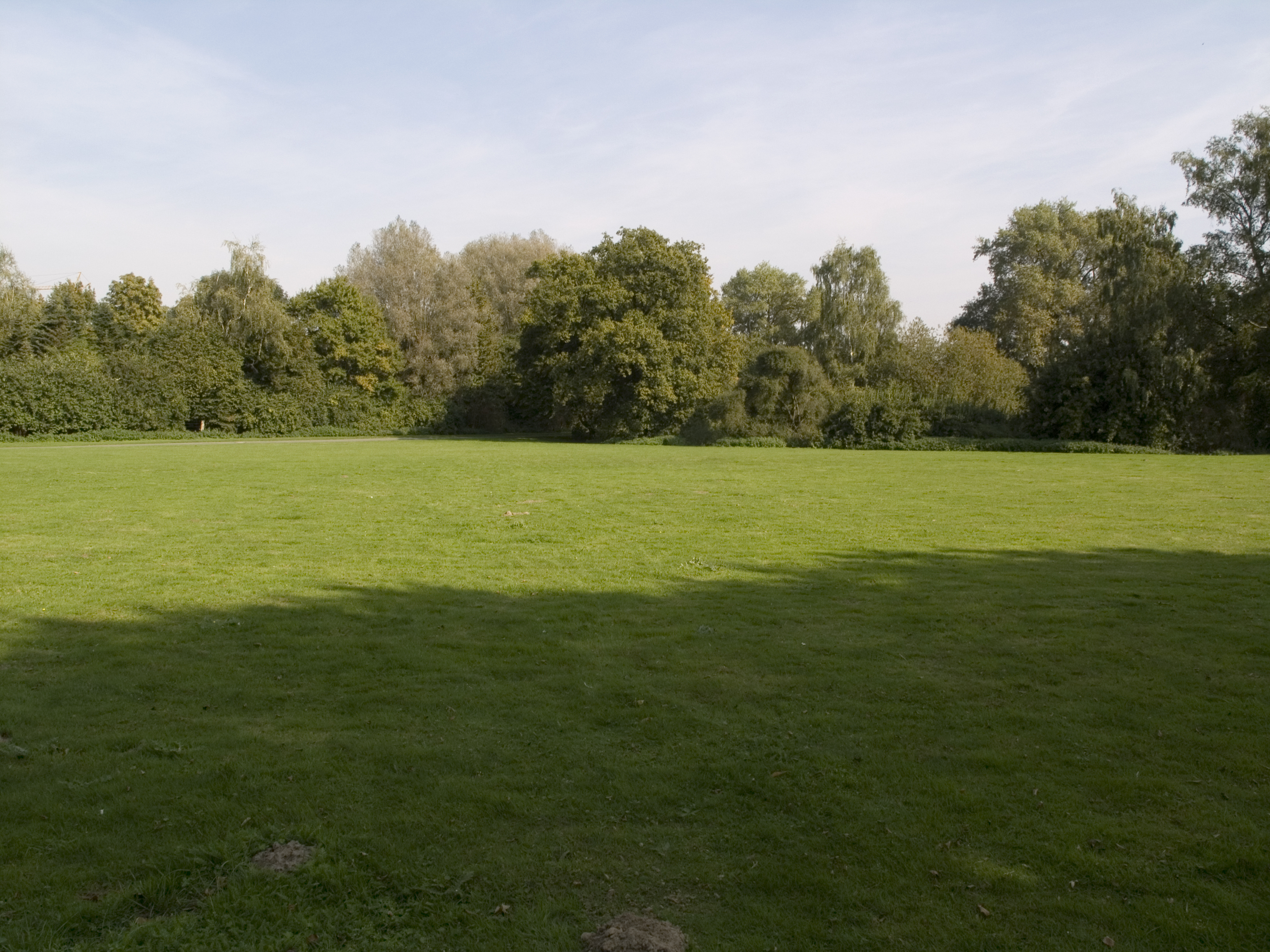
Лужайка в парке

18 декабря 1660 года во время осады Мюнстера войсками архиепископа Кристофа Бернхарда фон Галена с целью нарушить водоснабжение города были разрушены два земляных вала. Вследствие этого были затоплены значительные площади. Следы этого затопления были видны ещё долгие годы на том месте, где сейчас находится Аазе..
Вплоть до начала XIX века на месте нынешнего Аазе были болота и заливные луга, через которые протекала Мюнстерше-А. Уровень воды во время паводков иногда был настолько высоким, что заливались улицы старого города. В 1888 году за строительство плотины высказался профессор зоологии Герман Ландуа. Ландоис считал, что это не только защитит город от наводнений, но и решит проблему снабжения питьевой водой, а также послужит делу популяризации водных видов спорта, таких как парусный спорт и гребля. Только через четверть века после этого заявления и через 9 лет после смерти Ландоиса, весной 1914 года, итальянские рабочие приступили к реализации проекта, но его осуществлению помешала первая мировая война.
После очередного сильного наводнения в 1925 году тогдашний бургомистр Мюнстера Георг Шперлих распорядился продолжить работы. Наконец, в 1934 году работы были закончены, и котлован был заполнен водой. Площадь водохранилища на тот момент составила 20,7 га. В результате строительных работ 1972—1976 годов площадь водохранилища увеличилась почти в два раза — на 19,5 га. Вокруг Аазе были разбиты обширные парки общей площадью 90 га с лужайками общей площадью 18 га, проложено свыше 10 км велосипедных и пешеходных дорожек. На берегу озера были открыты два ресторана, лодочная станция и парусный клуб Мюнстера. Ещё в 1961 году на берегу Аазе был открыт музей под открытым небом Мюленхоф, а в 1974 году — Мюнстерский зоопарк.
В 2009 году Аазе с прилегающими парковыми зонами был признан самым лучшим парком Европы после того как он в 2008 году признавался лучшим парком Германии.
C 1969 года на берегах Аазе проходит ежегодный фестиваль воздушных шаров, а с 1979 года — ежегодная пиратская регата, проводимая Ганзейским парусным клубом.